# Johannes Lindholz

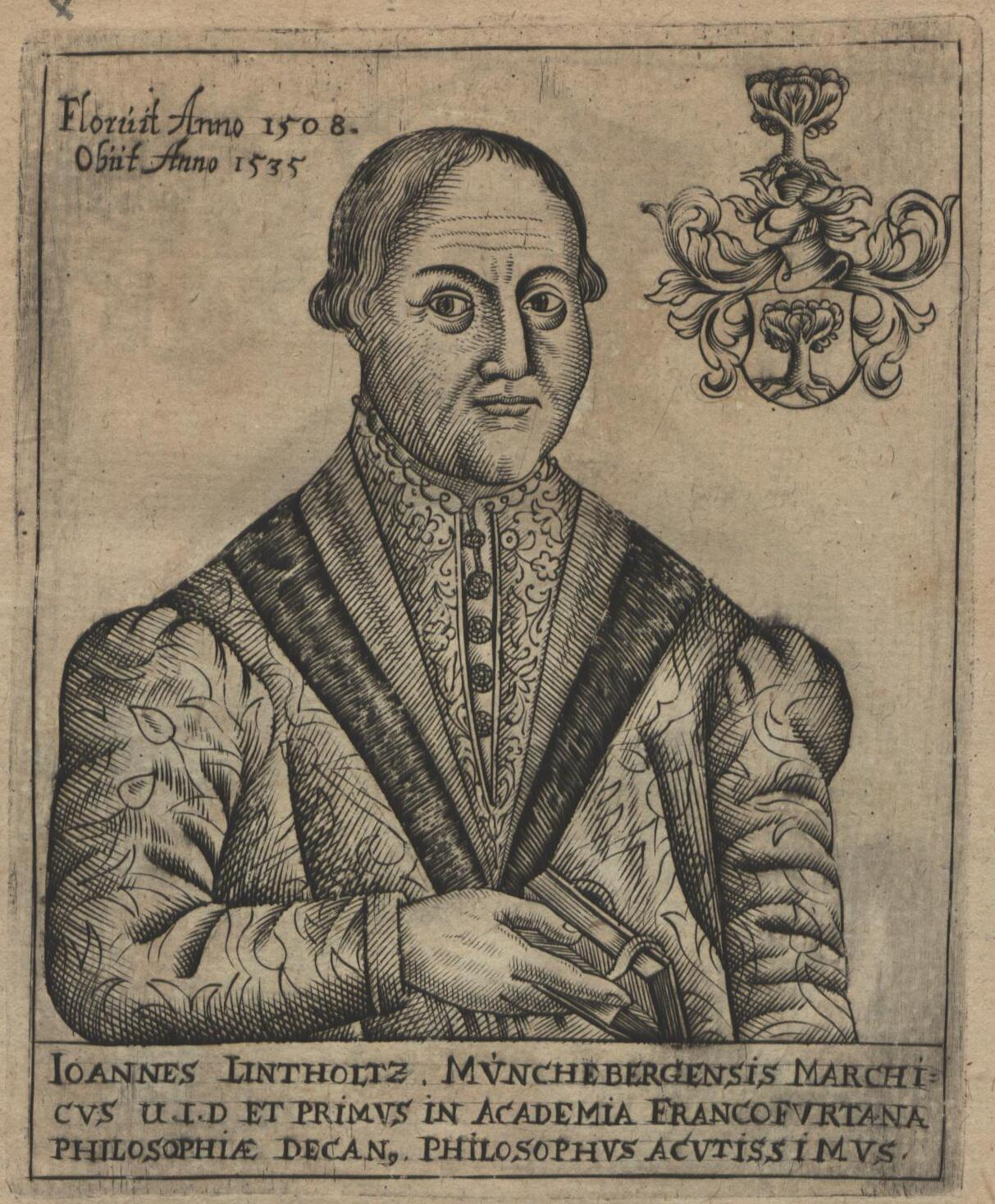
Lindholz in Martin Friedrich Seidels Bilder-Sammlung von 1671

Johannes Lindholz (auch Ioannes Lintholtz, lateinisiert Tilignus Monopolitanus; * in Müncheberg; † 1535 in Frankfurt (Oder)) war ein deutscher Rechtswissenschaftler und Hochschullehrer.

## Leben
Lindholz studierte ab 1487 an der Universität Leipzig unter anderem bei Eberhard Guttenberger (gest. 1518). Bei Gründung der Brandenburgischen Universität Frankfurt wurde Johannes Lindholz wie auch Guttenberger von Leipzig nach Frankfurt (Oder) gerufen. Hier wurde er der erste Dekan der Philosophischen Fakultät. Ulrich von Hutten legte bei ihm im September 1506 das Bakkalaureat ab. Lindholz war außerdem Doktor der Rechte und ab 1518 eine Zeitlang Pastor an der Marienkirche Frankfurt (Oder). 1519 war ein zweites Mal Rektor der Universität. Eine von ihm gegründete Studentenburse trug noch längere Zeit seinen Namen.
Sein Halbbruder Benedict Lindholz wurde um 1480 in Strausberg geboren, war dort Ratsherr und Bürgermeister und starb am 16. April 1549 in Strausberg an der Pest.